# Bosc-Renoult-en-Roumois
 Bosc-Renoult-en-Roumois  là một xã thuộc tỉnh Eure trong vùng Normandie miền bắc nước Pháp.